# Dexter (televisieserie)
Dexter is een Amerikaanse televisieserie uit 2006, uitgezonden op Showtime en gebaseerd op de boeken van Jeff Lindsay. Tussen 2006 en 2013 werden acht seizoenen uitgebracht. Een negende seizoen volgde in 2021/2022 onder de titel Dexter: New Blood.
Dexter volgt het leven van de forensisch onderzoeker Dexter Morgan (gespeeld door Michael C. Hall), werkzaam als bloedspatpatroononderzoeker bij de politie in Miami op de afdeling moordzaken. Dexter is daarnaast een seriemoordenaar. Om deze afwijking toch enigszins in goede banen te leiden, heeft hij van zijn adoptievader Harry geleerd om enkel degenen te vermoorden die het "verdienen": andere moordenaars die hun straf ontlopen zijn. Dexter is voortdurend op zoek naar de balans tussen zijn drang en het leiden van een normaal leven, zijn adoptievader leerde hem namelijk als eerste regel om "nooit gepakt te worden".
Van de serie zijn acht seizoenen (elk van 12 afleveringen) uitgezonden. Sinds september 2008 werd de serie in Vlaanderen uitgezonden op VIER en vanaf 7 maart 2011 op Acht. Vanaf november 2009 werden de eerste zes seizoenen van de serie op Nederland 3 door de VPRO uitgezonden. Dexter was vervolgens tevens de eerste buitenlandse serie die in Nederland ook via Uitzending Gemist te zien was. Aanvankelijk was dit onbeperkt, in 2012 besliste de Nederlandse overheid dat ook Uitzending Gemist aan de kijkwijzer moest voldoen, waardoor programma's als Dexter en Spuiten en Slikken op het internet niet langer vóór 22:00 uur bekeken konden worden. Het zevende seizoen van Dexter, voor het eerst uitgezonden vanaf februari in 2013, was in Nederland te bekijken via de digitale zender 13th Street.
Op 18 april 2013 kondigde Showtime aan dat het achtste seizoen van Dexter tevens het laatste seizoen zou zijn. In hetzelfde bericht werden tevens eerste videobeelden van het nieuwe seizoen getoond. Het achtste seizoen ging in de VS van start op 30 juni 2013 en eindigde er op 22 september 2013. De laatste opnames vonden plaats op 10 juli 2013.
De acht seizoenen verschenen naderhand ook op dvd.
In oktober 2020 maakte Showtime bekend dat er een negende seizoen van Dexter zou komen. De opnames startten in 2021. Showtime begon met Dexter: New Blood op zondag 7 november 2021. De VPRO zond de eerste aflevering uit op 3 januari 2022.
In december 2024 pakte Showtime uit met Dexter: Original Sin, een prequelreeks die zich 15 jaar voor de originele serie afspeelt. Michael C. Hall keert terug als voice-over maar de jonge Dexter Morgan wordt gespeeld door Patrick Gibson. Er staat ook nog een sequelreeks gepland die luistert naar de titel Dexter: Resurrection.

## Hoofdrollen
| Acteur             | Personage      | Seizoen | Seizoen | Seizoen | Seizoen | Seizoen | Seizoen | Seizoen | Seizoen | Totaal |
| Acteur             | Personage      | 1       | 2       | 3       | 4       | 5       | 6       | 7       | 8       | Totaal |
| ------------------ | -------------- | ------- | ------- | ------- | ------- | ------- | ------- | ------- | ------- | ------ |
| Michael C. Hall    | Dexter Morgan  | 12 afl. | 12 afl. | 12 afl. | 12 afl. | 12 afl. | 12 afl. | 12 afl. | 12 afl. | 96     |
| Jennifer Carpenter | Debra Morgan   | 12 afl. | 12 afl. | 12 afl. | 12 afl. | 12 afl. | 12 afl. | 12 afl. | 12 afl. | 96     |
| David Zayas        | Angel Batista  | 12 afl. | 12 afl. | 12 afl. | 12 afl. | 12 afl. | 12 afl. | 12 afl. | 12 afl. | 96     |
| C.S. Lee           | Vince Masuka   | 10 afl. | 11 afl. | 10 afl. | 12 afl. | 12 afl. | 12 afl. | 12 afl. | 12 afl. | 91     |
| Lauren Vélez       | Maria LaGuerta | 12 afl. | 12 afl. | 12 afl. | 12 afl. | 12 afl. | 11 afl. | 12 afl. |         | 83     |
| Desmond Harrington | Joey Quinn     |         |         | 12 afl. | 12 afl. | 12 afl. | 12 afl. | 12 afl. | 12 afl. | 72     |
| James Remar        | Harry Morgan   | 9 afl.  | 8 afl.  | 9 afl.  | 10 afl. | 7 afl.  | 9 afl.  | 9 afl.  | 8 afl.  | 69     |
| Julie Benz         | Rita Bennett   | 12 afl. | 12 afl. | 12 afl. | 12 afl. | 1 afl.  |         |         |         | 49     |
| Geoff Pierson      | Tom Matthews   | 9 afl.  | 9 afl.  |         | 4 afl.  | 2 afl.  | 4 afl.  | 3 afl.  | 12 afl. | 43     |
| Aimee Garcia       | Jamie Batista  |         |         |         |         |         | 12 afl. | 10 afl. | 12 afl. | 34     |
| Erik King          | James Doakes   | 12 afl. | 12 afl. |         |         |         |         | 1 afl.  |         | 25     |

## Bijrollen
Traditioneel wordt ieder seizoen de vaste cast versterkt door een aantal gastacteurs, die voor meerdere afleveringen meedraaien. Vaak zijn zij van groot belang voor de verhaallijnen.
Een overzicht van de belangrijkste gezichten:
| Acteur               | Personage       | Seizoen | Seizoen | Seizoen | Seizoen | Seizoen | Seizoen | Seizoen | Seizoen | Totaal |
| Acteur               | Personage       | 1       | 2       | 3       | 4       | 5       | 6       | 7       | 8       | Totaal |
| -------------------- | --------------- | ------- | ------- | ------- | ------- | ------- | ------- | ------- | ------- | ------ |
| David Ramsey         | Anton Briggs    |         |         | 12 afl. | 5 afl.  |         |         |         |         | 17     |
| Yvonne Strahovski    | Hannah McKay    |         |         |         |         |         |         | 10 afl. | 7 afl.  | 17     |
| Keith Carradine      | Frank Lundy     |         | 10 afl. |         | 4 afl.  |         |         |         |         | 13     |
| Jimmy Smits          | Miguel Prado    |         |         | 12 afl. |         |         |         |         |         | 12     |
| John Lithgow         | Arthur Mitchell |         |         |         | 12 afl. |         |         |         |         | 12     |
| Colin Hanks          | Travis Marshall |         |         |         |         |         | 12 afl. |         |         | 12     |
| Sean Patrick Flanery | Jacob Elway     |         |         |         |         |         |         |         | 12 afl. | 12     |
| Billy Brown          | Mike Anderson   |         |         |         |         |         | 10 afl. | 1 afl.  |         | 11     |
| Josh Cooke           | Louis Greene    |         |         |         |         |         | 8 afl.  | 3 afl.  |         | 11     |
| Christian Camargo    | Rudy Cooper     | 7 afl.  | 1 afl.  |         |         |         | 2 afl.  |         |         | 10     |
| Jaime Murray         | Lila West       |         | 10 afl. |         |         |         |         |         |         | 10     |
| Valerie Cruz         | Sylvia Prado    |         |         | 10 afl. |         |         |         |         | 1 afl.  | 11     |
| Courtney Ford        | Christine Hill  |         |         |         | 10 afl. |         |         |         |         | 10     |
| Julia Stiles         | Lumen Pierce    |         |         |         |         | 10 afl. |         |         |         | 10     |
| Edward James Olmos   | James Gellar    |         |         |         |         |         | 10 afl. |         |         | 10     |
| Jason Gedrick        | George Novikov  |         |         |         |         |         |         | 10 afl. |         | 10     |
| Charlotte Rampling   | Evelyn Vogel    |         |         |         |         |         |         |         | 10 afl. | 10     |
| Kristin Dattilo      | Barbara Gianna  |         |         | 9 afl.  |         |         |         |         |         | 9      |
| Ray Stevenson        | Isaak Sirco     |         |         |         |         |         |         | 9 afl.  |         | 9      |
| Katia Winter         | Nadia           |         |         |         |         |         |         | 9 afl.  |         | 9      |
| Maria Doyle Kennedy  | Sonya           |         |         |         |         | 8 afl.  |         |         |         | 8      |
| Peter Weller         | Stan Liddy      |         |         |         |         | 8 afl.  |         |         |         | 8      |
| Mark Pellegrino      | Paul Bennett    | 6 afl.  | 1 afl.  |         |         |         |         |         |         | 7      |
| Jonny Lee Miller     | Jordan Chase    |         |         |         |         | 7 afl.  |         |         |         | 7      |
| Rya Kihlstedt        | Michelle Ross   |         |         |         |         |         | 7 afl.  |         |         | 7      |
| Margo Martindale     | Camilla         | 2 afl.  | 1 afl.  | 2 afl.  |         |         |         |         |         | 5      |
| Mos Def              | Brother Sam     |         |         |         |         |         | 5 afl.  |         |         | 5      |

## Trivia
- Medehoofdrolspelers Lauren Vélez en David Zayas behoorden ook allebei tot de vaste cast van Oz.
- Michael C. Hall als Dexter Morgan en Jennifer Carpenter als Debra Morgan die in de serie broer en zus spelen, zijn in het echt met elkaar getrouwd geweest.
- Julie Benz deed zowel auditie voor de rol van Rita Bennett als die van Debra Morgan.